# Torremolinos

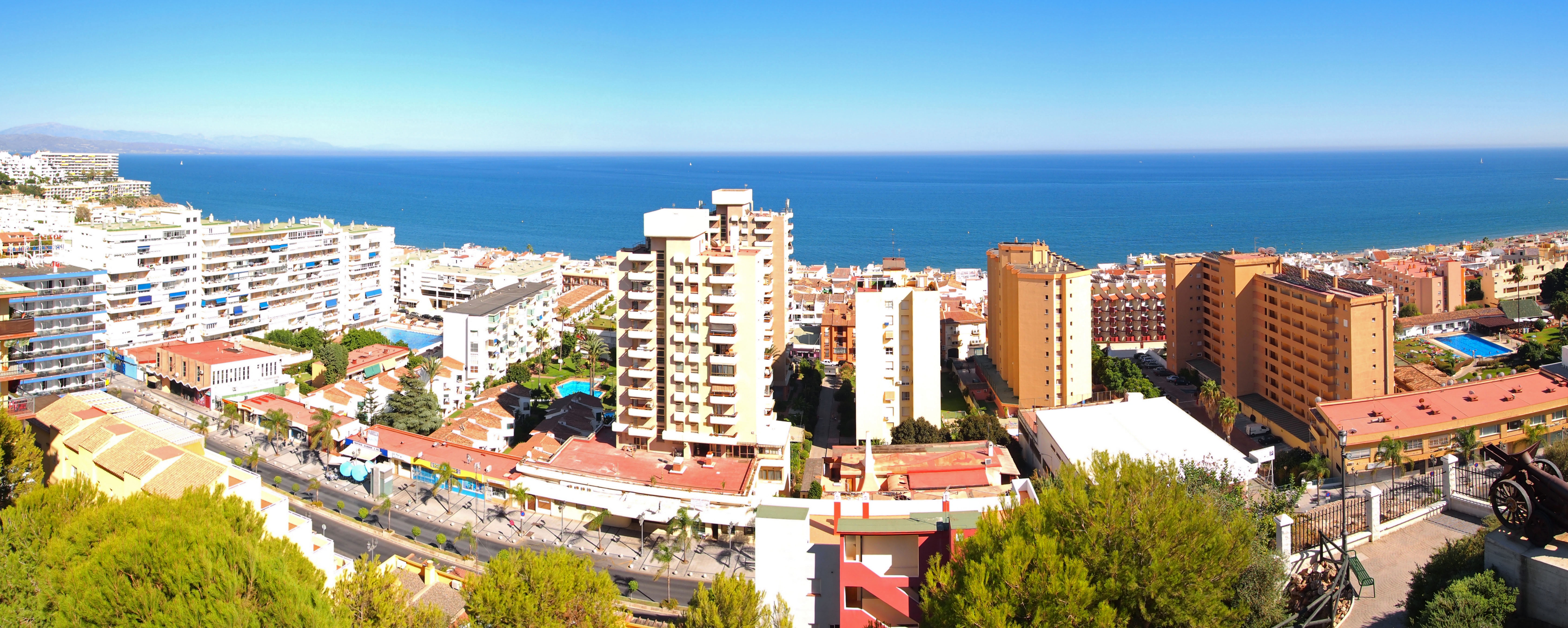
Torremolinos

Torremolinos – miasto w Hiszpanii, w Andaluzji. W 2019 r. miasto to na powierzchni 19,9 km² zamieszkiwało 68 661 osób.
Torremolinos to ważny ośrodek turystyczny regionu Andaluzja na wybrzeżu Costa del Sol i prowincji Malaga. Miasto znane z kosmopolityzmu i tolerancyjności. Należy, wraz z sąsiadującą Benalmadeną i Fuengirolą do tak zwanego hiszpańskiego trójmiasta. Jest pierwszym kurortem wakacyjnym Costa del Sol. Znajduje się tu też pierwszy luksusowy hotel hiszpańskiego słonecznego wybrzeża, Hotel Pez Espada, otwarty w 1959 roku.

## Rys historyczny
Do lat 50. Torremolinos było małą wioską rybacką. Jej nazwa pochodzi od słów "Torre" czyli wieża i "Molinos" czyli młyny. Wieża Torre Pimentel jako jedna z wielu należących do arabskich fortyfikacji na tej części wybrzeża służyła do obrony, dziś stoi zapomniana i czeka na rekonstrukcję. Młyny, które były złotem przemysłu epoki muzułmańskiej dominacji na Półwyspie Iberyjskim zostały zniszczone. Jedyny zachowany eksponat znajduje się na terenie Ogrodu Botanicznego Molino de Inca.

## Podział administracyjny
Torremolinos dzieli się na starą i typowo andaluzyjską część do której należą dzielnice: La Carihuela i El Bajondillo oraz nową z apartamentowcami i hotelami do której należą dzielnice: Montemar, El Pinillo, Playamar, La Colina i Los Alamos.

## Atrakcje turystyczne
Oprócz plaż, miasteczko ma wiele do zaoferowania dla turystów. Atrakcje, które znajdują się w Torremolinos to:
- Calle San Miguel, deptak handlowy i reprezentacyjna ulica miasta ukazująca stary andaluzyjski klimat
- Ogród botaniczny Molino de Inca, z japońskim ogrodem i kolekcją ornitologiczną
- najpiękniejszy i największy park miejski Parque de la Bateria z wieżą obronną i bunkrami z czasów hiszpańskiej wojny domowej
- Park Krokodyli, tematyczny rodzinny park rozrywki
- Aqualand, największy wodny park rozrywki na Costa del Sol
- Casa de los Navajas, pałac w stylu neomudejar w dzielnicy Bajondillo.

## Plaże
W granicach administracyjnych miasta znajduje się prawie 7 kilometrów linii brzegowej i 5 plaż miejskich: Playa los Alamos, Playa de Playamar, Playa del Bajondillo, Playa de la Carihuela i Playa de Montemar.